# Psaume 35 (34)
Le psaume 35 (34 selon la numérotation grecque) est un psaume qui exprime la prière d'une personne persécutée.

## Texte
| 1  | א לְדָוִד: רִיבָה יְהוָה, אֶת-יְרִיבַי; לְחַם, אֶת-לֹחֲמָי.                                   | De David. Éternel ! défends-moi contre mes adversaires, combats ceux qui me combattent !                                                                                         | huic David iudica Domine nocentes me expugna expugnantes me                                                                  |
| 2  | ב הַחֲזֵק מָגֵן וְצִנָּה; וְקוּמָה, בְּעֶזְרָתִי.                                              | Saisis le petit et le grand bouclier, et lève-toi pour me secourir ! | adprehende arma et scutum et exsurge in adiutorium mihi                                                                      |
| 3  | ג וְהָרֵק חֲנִית וּסְגֹר, לִקְרַאת רֹדְפָי; אֱמֹר לְנַפְשִׁי, יְשֻׁעָתֵךְ אָנִי.                          | Brandis la lance et le javelot contre mes persécuteurs ! Dis à mon âme : Je suis ton salut !                                                                                     | effunde frameam et conclude adversus eos qui persequuntur me dic animae meae salus tua ego sum                               |
| 4  | ד יֵבֹשׁוּ וְיִכָּלְמוּ, מְבַקְשֵׁי נַפְשִׁי: יִסֹּגוּ אָחוֹר וְיַחְפְּרוּ--חֹשְׁבֵי, רָעָתִי.                     | Qu’ils soient honteux et confus, ceux qui en veulent à ma vie ! Qu’ils reculent et rougissent, ceux qui méditent ma perte !                                                      | confundantur et revereantur quaerentes animam meam avertantur retrorsum et confundantur cogitantes mihi mala                 |
| 5  | ה יִהְיוּ, כְּמֹץ לִפְנֵי-רוּחַ; וּמַלְאַךְ יְהוָה דּוֹחֶה.                                       | Qu’ils soient comme la balle emportée par le vent, et que l’ange de l’Éternel les chasse !                                                                                       | fiant tamquam pulvis ante faciem venti et angelus Domini coartans eos                                                        |
| 6  | ו יְהִי-דַרְכָּם, חֹשֶׁךְ וַחֲלַקְלַקֹּת; וּמַלְאַךְ יְהוָה, רֹדְפָם.                                   | Que leur route soit ténébreuse et glissante, et que l’ange de l’Éternel les poursuive !                                                                                          | fiat via illorum tenebrae et lubricum et angelus Domini persequens eos                                                       |
| 7  | ז כִּי-חִנָּם טָמְנוּ-לִי, שַׁחַת רִשְׁתָּם; חִנָּם, חָפְרוּ לְנַפְשִׁי.                                 | Car sans cause ils m’ont tendu leur filet sur une fosse, sans cause ils l’ont creusée pour m’ôter la vie.                                                                        | quoniam gratis absconderunt mihi interitum laquei sui supervacue exprobraverunt animam meam                                  |
| 8  | ח תְּבוֹאֵהוּ שׁוֹאָה, לֹא-יֵדָע:וְרִשְׁתּוֹ אֲשֶׁר-טָמַן תִּלְכְּדוֹ; בְּשׁוֹאָה, יִפָּל-בָּהּ.                    | Que la ruine les atteigne à l’improviste, qu’ils soient pris dans le filet qu’ils ont tendu, qu’ils y tombent et périssent !                                                     | veniat illi laqueus quem ignorat et captio quam abscondit conprehendat eum et in laqueo cadat in ipso                        |
| 9  | ט וְנַפְשִׁי, תָּגִיל בַּיהוָה; תָּשִׂישׂ, בִּישׁוּעָתוֹ.                                          | Et mon âme aura de la joie en l’Éternel, de l’allégresse en son salut. | anima autem mea exultabit in Domino delectabitur super salutari suo                                                          |
| 10 | י כָּל עַצְמוֹתַי, תֹּאמַרְנָה-- יְהוָה, מִי כָמוֹךָ:מַצִּיל עָנִי, מֵחָזָק מִמֶּנּוּ; וְעָנִי וְאֶבְיוֹן, מִגֹּזְלוֹ. | Tous mes os diront : Éternel ! qui peut, comme toi, délivrer le malheureux d’un plus fort que lui, le malheureux et le pauvre de celui qui le dépouille ?                        | omnia ossa mea dicent Domine quis similis tui eripiens inopem de manu fortiorum eius egenum et pauperem a diripientibus eum  |
| 11 | יא יְקוּמוּן, עֵדֵי חָמָס: אֲשֶׁר לֹא-יָדַעְתִּי, יִשְׁאָלוּנִי.                                   | De faux témoins se lèvent : Ils m’interrogent sur ce que j’ignore. | surgentes testes iniqui quae ignorabam interrogabant me                                                                      |
| 12 | יב יְשַׁלְּמוּנִי רָעָה, תַּחַת טוֹבָה: שְׁכוֹל לְנַפְשִׁי.                                        | Ils me rendent le mal pour le bien : Mon âme est dans l’abandon. | retribuebant mihi mala pro bonis sterilitatem animae meae                                                                    |
| 13 | יג וַאֲנִי, בַּחֲלוֹתָם לְבוּשִׁי שָׂק-- עִנֵּיתִי בַצּוֹם נַפְשִׁי;וּתְפִלָּתִי, עַל-חֵיקִי תָשׁוּב.             | Et moi, quand ils étaient malades, je revêtais un sac, j’humiliais mon âme par le jeûne, je priais, la tête penchée sur mon sein.                                                | ego autem cum mihi molesti essent induebar cilicio humiliabam in ieiunio animam meam et oratio mea in sinum meum convertetur |
| 14 | יד כְּרֵעַ-כְּאָח לִי, הִתְהַלָּכְתִּי; כַּאֲבֶל-אֵם, קֹדֵר שַׁחוֹתִי.                                  | Comme pour un ami, pour un frère, je me traînais lentement ; comme pour le deuil d’une mère, je me courbais avec tristesse.                                                      | quasi proximum quasi fratrem nostrum sic conplacebam quasi lugens et contristatus sic humiliabar                             |
| 15 | טו וּבְצַלְעִי, שָׂמְחוּ וְנֶאֱסָפוּ:נֶאֶסְפוּ עָלַי נֵכִים, וְלֹא יָדַעְתִּי;קָרְעוּ וְלֹא-דָמּוּ.               | Puis, quand je chancelle, ils se réjouissent et s’assemblent, ils s’assemblent à mon insu pour m’outrager, ils me déchirent sans relâche ;                                       | et adversum me laetati sunt et convenerunt congregata sunt super me flagella et ignoravi                                     |
| 16 | טז בְּחַנְפֵי, לַעֲגֵי מָעוֹג-- חָרֹק עָלַי שִׁנֵּימוֹ.                                         | avec les impies, les parasites moqueurs, ils grincent des dents contre moi. | dissipati sunt nec conpuncti temptaverunt me subsannaverunt me subsannatione frenduerunt super me dentibus suis              |
| 17 | יז אֲדֹנָי, כַּמָּה תִּרְאֶה:הָשִׁיבָה נַפְשִׁי, מִשֹּׁאֵיהֶם; מִכְּפִירִים, יְחִידָתִי.                       | Seigneur ! Jusques à quand le verras-tu ? Protège mon âme contre leurs embûches, ma vie contre les lionceaux !                                                                   | Domine quando respicies restitue animam meam a malignitate eorum a leonibus unicam meam                                      |
| 18 | יח אוֹדְךָ, בְּקָהָל רָב; בְּעַם עָצוּם אֲהַלְלֶךָּ.                                            | Je te louerai dans la grande assemblée, je te célébrerai au milieu d’un peuple nombreux.                                                                                         | confitebor tibi in ecclesia magna in populo gravi laudabo te                                                                 |
| 19 | יט אַל-יִשְׂמְחוּ-לִי אֹיְבַי שֶׁקֶר; שֹׂנְאַי חִנָּם, יִקְרְצוּ-עָיִן.                                | Que ceux qui sont à tort mes ennemis ne se réjouissent pas à mon sujet, que ceux qui me haïssent sans cause ne m’insultent pas du regard !                                       | non supergaudeant mihi qui adversantur mihi inique qui oderunt me gratis et annuunt oculis                                   |
| 20 | כ כִּי לֹא שָׁלוֹם, יְדַבֵּרוּ: וְעַל רִגְעֵי-אֶרֶץ--דִּבְרֵי מִרְמוֹת, יַחֲשֹׁבוּן.                       | Car ils tiennent un langage qui n’est point celui de la paix, ils méditent la tromperie contre les gens tranquilles du pays.                                                     | quoniam mihi quidem pacifice loquebantur et in iracundia terrae loquentes; dolos cogitabant                                  |
| 21 | כא וַיַּרְחִיבוּ עָלַי, פִּיהֶם: אָמְרוּ, הֶאָח הֶאָח; רָאֲתָה עֵינֵנוּ.                             | Ils ouvrent contre moi leur bouche, ils disent : Ah ! ah ! nos yeux regardent !                                                                                                  | et dilataverunt super me os suum dixerunt euge euge viderunt oculi nostri                                                    |
| 22 | כב רָאִיתָה יְהוָה, אַל-תֶּחֱרַשׁ; אֲדֹנָי, אַל-תִּרְחַק מִמֶּנִּי.                                  | Éternel, tu le vois ! ne reste pas en silence ! Seigneur, ne t’éloigne pas de moi !                                                                                              | vidisti Domine ne sileas Domine ne discedas a me                                                                             |
| 23 | כג הָעִירָה וְהָקִיצָה, לְמִשְׁפָּטִי; אֱלֹהַי וַאדֹנָי לְרִיבִי.                                   | Réveille-toi, réveille-toi pour me faire justice ! Mon Dieu et mon Seigneur, défends ma cause !                                                                                  | exsurge et intende iudicio meo Deus meus et Dominus meus in causam meam                                                      |
| 24 | כד שָׁפְטֵנִי כְצִדְקְךָ, יְהוָה אֱלֹהָי; וְאַל-יִשְׂמְחוּ-לִי.                                     | Juge-moi selon ta justice, Éternel, mon Dieu ! Et qu’ils ne se réjouissent pas à mon sujet !                                                                                     | iudica me secundum iustitiam tuam Domine Deus meus et non supergaudeant mihi                                                 |
| 25 | כה אַל-יֹאמְרוּ בְלִבָּם, הֶאָח נַפְשֵׁנוּ; אַל-יֹאמְרוּ, בִּלַּעֲנוּהוּ.                              | Qu’ils ne disent pas dans leur cœur : Ah ! voilà ce que nous voulions ! Qu’ils ne disent pas : Nous l’avons englouti !                                                           | non dicant in cordibus suis euge euge animae nostrae nec dicant devoravimus eum                                              |
| 26 | כו יֵבֹשׁוּ וְיַחְפְּרוּ, יַחְדָּו-- שְׂמֵחֵי רָעָתִי:יִלְבְּשׁוּ-בֹשֶׁת וּכְלִמָּה-- הַמַּגְדִּילִים עָלָי.             | Que tous ensemble ils soient honteux et confus, ceux qui se réjouissent de mon malheur ! Qu’ils revêtent l’ignominie et l’opprobre, ceux qui s’élèvent contre moi !              | erubescant et revereantur simul qui gratulantur malis meis induantur confusione et reverentia qui magna loquuntur super me   |
| 27 | כז יָרֹנּוּ וְיִשְׂמְחוּ, חֲפֵצֵי צִדְקִי:וְיֹאמְרוּ תָמִיד, יִגְדַּל יְהוָה; הֶחָפֵץ, שְׁלוֹם עַבְדּוֹ.           | Qu’ils aient de l’allégresse et de la joie, ceux qui prennent plaisir à mon innocence, et que sans cesse ils disent : Exalté soit l’Éternel, qui veut la paix de son serviteur ! | exultent et laetentur qui volunt iustitiam meam et dicant semper magnificetur Dominus qui volunt pacem servi eius            |
| 28 | כח וּלְשׁוֹנִי, תֶּהְגֶּה צִדְקֶךָ; כָּל-הַיּוֹם, תְּהִלָּתֶךָ.                                        | Et ma langue célébrera ta justice, elle dira tous les jours ta louange. | et lingua mea meditabitur iustitiam tuam tota die laudem tuam                                                                |

## Usages liturgiques

### Dans le judaïsme
Le verset 10 fait partie de la prière de nishmat.

### Dans le christianisme
Jésus a cité le verset 19 de ce psaume, mentionné en Jn 15,25.

## Mise en musique
Le psaume 35 "Judica Domine nocentes me" a été mis en musique par François Giroust, Heinrich Schütz et Marc-Antoine Charpentier (H.201, pour 4 voix, 2 dessus instrumentaux et basse continue).